# Джейн Керр
Джейн Керр (англ. Jane Kerr, 12 травня 1968) — канадська плавчиня.
Призерка Олімпійських Ігор 1988 року, учасниця 1984 року.
Призерка Пантихоокеанського чемпіонату з плавання 1987 року.
Переможниця Ігор Співдружності 1986 року.
Призерка Панамериканських ігор 1983 року.